# بروس هال (موسيقي)
بروس هال (بالإنجليزية: Bruce Hall)‏ هو موسيقي أمريكي، ولد في 3 مايو 1953 في تشامبيغن في الولايات المتحدة.

## وصلات خارجية
- بروس هال على موقع ميوزك برينز (الإنجليزية)
- بروس هال على موقع أول ميوزيك (الإنجليزية)
- بروس هال على موقع ديسكوغز (الإنجليزية)